# Denis Komivi Amuzu-Dzakpah
Denis Komivi Amuzu-Dzakpah (Kpogame Tahasi, 10 ottobre 1943) è un arcivescovo cattolico togolese, dal 23 novembre 2019 arcivescovo emerito di Lomé.

## Biografia
Nacque a Kpogame Tahasi, nella prefettura di Zio e in arcidiocesi di Lomé, il 10 ottobre 1943.
Il 22 maggio 1972 è ordinato presbitero, a Gars am Inn, dal cardinale Julius August Döpfner.

### Ministero episcopale
L'8 giugno 2007 papa Benedetto XVI lo nomina arcivescovo metropolita di Lomé; succede a Philippe Fanoko Kossi Kpodzro, dimessosi per raggiunti limiti di età. Il 15 agosto successivo riceve l'ordinazione episcopale, presso il collegio Saint Joseph a Lomé, dal cardinale Christian Wiyghan Tumi, co-consacranti gli arcivescovi Robert-Casimir Tonyui Messan Dosseh-Anyron e Philippe Fanoko Kossi Kpodzro. Il giorno seguente prende possesso dell'arcidiocesi, nella cattedrale del Sacro Cuore.
Dal novembre del 2012 è vicepresidente della Conferenza episcopale del Togo. In seno alla stessa è anche incaricato dei migranti, del turismo, dell'apostolato del mare e dei mezzi di comunicazione sociale.
Il 23 novembre 2019 papa Francesco accoglie la sua rinuncia, presentata per raggiunti limiti di età; gli succede Nicodème Anani Barrigah-Benissan, fino ad allora vescovo di Atakpamé.

## Genealogia episcopale
La genealogia episcopale è:
- Cardinale Scipione Rebiba
- Cardinale Giulio Antonio Santori
- Cardinale Girolamo Bernerio, O.P.
- Arcivescovo Galeazzo Sanvitale
- Cardinale Ludovico Ludovisi
- Cardinale Luigi Caetani
- Cardinale Ulderico Carpegna
- Cardinale Paluzzo Paluzzi Altieri degli Albertoni
- Papa Benedetto XIII
- Papa Benedetto XIV
- Papa Clemente XIII
- Cardinale Enrico Benedetto Stuart
- Papa Leone XII
- Cardinale Chiarissimo Falconieri Mellini
- Cardinale Camillo Di Pietro
- Cardinale Mieczysław Halka Ledóchowski
- Cardinale Jan Maurycy Paweł Puzyna de Kosielsko
- Arcivescovo Józef Bilczewski
- Arcivescovo Bolesław Twardowski
- Arcivescovo Eugeniusz Baziak
- Papa Giovanni Paolo II
- Cardinale Christian Wiyghan Tumi
- Arcivescovo Denis Komivi Amuzu-Dzakpah